# رامون آریاس
رامون آریاس (انگلیسی: Ramón Arias؛ زادهٔ ۲۷ ژوئیهٔ ۱۹۹۲) فوتبالیست اهل اروگوئه است.
از باشگاه‌هایی که در آن بازی کرده‌است می‌توان به باشگاه ورزشی دفنسور اشاره کرد.
وی همچنین در تیم‌های ملی فوتبال Uruguay U17 Uruguay U20 Uruguay Olympic بازی کرده‌است.